# Mexerion sarmentosum
Mexerion sarmentosum là một loài thực vật có hoa trong họ Cúc. Loài này được (Klatt) G.L.Nesom mô tả khoa học đầu tiên năm 1990.